# Alejandro Vanegas
Alejandro Vanegas Cortázar es un abogado y doctor en jurisprudencia ecuatoriano.
Nació en Guayaquil, el 8 de marzo de 1968. Inició su trayectoria profesional como abogado al ejercer funciones como Asesor Jurídico de la Comisión Legislativa del Congreso Nacional del Ecuador.

## Biografía
En 1991 fue el presidente de la Comisión de Fútbol del Valdez Sporting Club. En marzo de 1997-1999 asumió la defensa penal del expresidente de la República, Abg Abdala Bucaram Ortiz. Entre el 2000 y 2014 se desempeñó como procurador síndico y apoderado judicial de la Federación Ecuatoriana de Fútbol. Posteriormente obtuvo el cargo de delegado de su país ante la Comisión Suramericana de Fútbol ante la FIFA. 
En el año 2001, asumió la defensa del Sr. Francisco Solá Medina, expresidente del Banco la Previsora y en 2002 asumió la defensa del Sr Francisco Kozhaya Simón, expresidente del Banco del Pacífico.
En el año 2017, se integró al equipo de defensa del expresidente de la República, Rafael Correa.
Fue miembro del Directorio de la Junta Cívica de Guayaquil por 3 períodos completos. También ha ocupado cargos como Director Principal de la Fundación Terminal Terrestre y Director Principal de la Fundación Registro Civil.
Además, integró la asamblea de la Fundación Metrovía en conjunto con el exalcalde la ciudad de Guayaquil, Abg. Jaime. Nebot Saadi
En lo político, fue candidato al Parlamento Andino por el movimiento Alfarismo Nacional en 2002, liderando la lista. En el 2005 fue propulsor de una Asamblea Nacional Constituyente, con la premisa de "buscar una salida a la crisis de gobernabilidad" en Ecuador, cuya campaña organizó por su cuenta. Una Asamblea Constituyente en el país se instaló en el año 2007.
Fue candidato a Asambleísta Nacional en dos ocasiones: la primera fue en 2007, mientras que en el 2017 encabezó la lista de candidatos del Distrito 3 de Guayas por Centro Democrático.
En las elecciones del 9 de febrero del 2025, donde se eligieron autoridades provinciales y nacionales, fue elegido como Asambleísta por la Provincia del Guayas Circunscripción 3 para el período 2025-2029

## Obras
- La Asamblea Nacional Constituyente: Reforma Ética y Política del Estado. (2005)[14]
- Propuesta de marco financiero legal que reduzca los impactos negativos sobre la economía ecuatoriana ante un posible proceso de desdolarización (2011)
- Área del Conocimiento de Derecho Político y Desarrollo
- Implementación de la Imputación Objetiva en el Código Orgánico Integral Penal Ecuatoriano.[15]

## Reconocimientos
- Abogado más destacado del año, por el Colegio de Abogados del Guayas.[8]